# 岩平村
岩平村（いわだいらむら）は群馬県の南西部、甘楽郡に属していた村。

## 地理
- 河川：鏑川

## 歴史
- 1889年（明治22年）4月1日 - 町村制施行により、周辺4村（岩崎村、上奥平村、下奥平村、坂口村）が合併し北甘楽郡岩平村が成立する。
- 1950年（昭和25年）4月1日 - 北甘楽郡が甘楽郡と改称する。
- 1955年（昭和30年）1月15日 - 多野郡吉井町、多胡村、入野村と合併し多野郡吉井町となる。